# Рафаэль Ратао
Рафаэл Рожерио да Силва (порт. Rafael Rogerio da Silva; род. 30 ноября 1995, Каскавел, Парана, более известный как Рафаэл Ратан (порт. Rafael Ratão)) — бразильский футболист, нападающий клуба «Тулуза».

## Биография
Занимался в молодёжной команде «Сан-Паулу». В 2013 году перешёл в клуб «Понте-Прета», в составе которого и дебютировал в бразильской Серии А и получил опыт выступления в Южноамериканском кубке. Со следующего года Рафаэль Ратао играл на правах аренды за ряд бразильских клубов — «Пенаполенсе», «Боа», «Сантос» (откуда был отчислен за недисциплинированность), «Гуаратингета» и «Наутико». Кроме того, в его активе есть пребывание в стане японского клуба «Альбирекс Ниигата», в составе которого он сыграл в рамках Кубка Императора.
Летом 2016 года его контракт был выкуплен южнокорейским «Чхунджу Хуммель» из второго по силе дивизиона. Спустя полгода бразилец вернулся на родину, присоединившись к «Атлетико Тубаран». Позднее играл за «Луверденсе», «Гремио Новуризонтино» и «Оэсте».
В июле 2018 года при посредничестве агента Леонардо Корначини подписал трёхлетний контракт с луганской «Зарёй». Дебют в чемпионате Украины состоялся 22 июля 2018 года в матче против «Мариуполя» (2:1). Вместе с командой играл в квалификации Лиги Европы 2018/19. Уже в феврале 2019 года бразильский нападающий был отдан в аренду словацкому «Словану» из Братиславы. Спустя год Ратао стал полноценным игроком «Слована». Вместе со «Слованом» дважды становился чемпионом Словакии, побеждал в Кубке Словакии и участвовал в групповом этапе Лиги Европы.

## Достижения
«Слован»
- Чемпион Словакии (2): 2018/19, 2019/20
- Обладатель Кубка Словакии: 2019/20

«Тулуза»
- Обладатель Кубка Франции: 2022/23